# Natação no Campeonato Europeu de Esportes Aquáticos de 2021 - 4x200 m livre feminino
A prova do revezamento 4x200 metros livre feminino da natação no Campeonato Europeu de Esportes Aquáticos de 2021 ocorreu no dia 21 de maio na Arena Danúbio, em Budapeste na Hungria.

## Calendário
| Fase          | Data       | Hora  |
| ------------- | ---------- | ----- |
| Eliminatórias | 21 de maio | 11:04 |
| Final         | 21 de maio | 19:49 |

Todos os horários estão no horário local (UTC+1)

## Recordes
Antes desta competição, os recordes eram os seguintes:
|                       | Nacionalidade | Tempo   | Local   | Data                 |
| --------------------- | ------------- | ------- | ------- | -------------------- |
| Recorde mundial       | Austrália     | 7:41.50 | Gwangju | 25 de julho de 2019  |
| Recorde europeu       | Reino Unido   | 7:45.51 | Roma    | 30 de julho de 2009  |
| Recorde do campeonato | Itália        | 7:50.53 | Berlim  | 21 de agosto de 2014 |

## Medalhistas
| Ouro                                                                                       | Prata                                                                                         | Bronze                                                                                              |
| Reino Unido · Lucy Hope · Tamryn Van Selm · Holly Hibbott · Freya Anderson · Emma Russell* | Hungria · Zsuzsanna Jakabos · Fanni Fábián · Laura Veres · Boglárka Kapás · Evelyn Verrasztó* | Itália · Stefania Pirozzi · Sara Gailli · Simona Quadarella · Federica Pellegrini · Lisa Angiolini* |

*Atletas que competiram apenas nas eliminatórias e receberam medalhas

## Resultados

### Eliminatórias
Esses foram os resultados das eliminatórias.
| Pos. | Bateria | Raia | Nacionalidade | Nadadoras | Tempo   | Notas            |
| ---- | ------- | ---- | ------------- | --- | ------- | ---------------- |
| 1    | 1       | 4    | Itália        | Stefania Pirozzi (2:00.01) Sara Gailli (2:00.90) Lisa Angiolini (2:01.18) Federica Pellegrini (1:57.74)                | 7:59.83 | Q                |
| 2    | 1       | 5    | Israel        | Lea Polonsky (2:02.67) Andrea Murez (1:57.31) Daria Golovaty (2:01.76) Anastasia Gorbenko (1:58.77)                    | 8:00.51 | Q,               |
| 3    | 1       | 6    | Dinamarca     | Marina Heller Hansen (2:00.64) Helena Rosendahl Bach (1:59.34) Amalie Søby Mortensen (2:00.43) Maj Howardsen (2:01.24) | 8:01.65 | Q                |
| 4    | 1       | 7    | Grã-Bretanha  | Lucy Hope (2:00.22) Tamryn van Selm (1:59.78) Holly Hibbott (2:00.51) Emma Russell (2:01.17)                           | 8:01.68 | Q                |
| 5    | 2       | 6    | Bélgica       | Valentine Dumont (1:58.90) Kimberly Buys (2:01.78) Lana Ravelingien (2:00.84) Lotte Goris (2:00.21)                    | 8:01.73 | Q,               |
| 6    | 1       | 3    | Hungria       | Zsuzsanna Jakabos (1:59.87) Evelyn Verrasztó (2:01.18) Fanni Fábián (2:00.50) Laura Veres (2:00.95)                    | 8:02.50 | Q                |
| 7    | 2       | 3    | Polónia       | Aleksandra Knop (2:01.74) Aleksandra Polańska (1:59.84) Paulina Nogaj (2:02.40) Dominika Kossakowska (1:59.30)         | 8:03.28 | Q                |
| 8    | 2       | 5    | França        | Margaux Fabre (2:01.86) Océane Carnez (2:00.04) Lucile Tessariol (2:01.92) Assia Touati (1:59.54)                      | 8:03.36 | Q                |
| 9    | 2       | 7    | Eslovênia     | Janja Šegel (2:00.64) Neža Klančar (2:01.99) Tjaša Pintar (2:01.65) Katja Fain (1:59.33)                               | 8:03.61 |                  |
| 10   | 2       | 1    | Áustria       | Cornelia Pammer (2:01.27) Lena Opatril (2:01.65) Lena Kreundl (2:07.57) Marlene Kahler (1:59.93)                       | 8:10.42 |                  |
| 11   | 2       | 4    | Eslováquia    | Laura Benková (2:03.66) Zora Ripková (2:02.90) Tamara Potocka (2:01.79) Martina Cibulková (2:02.64)                    | 8:10.99 | Recorde nacional |
| 12   | 1       | 2    | Turquia       | Merve Tuncel (2:02.19) Beril Böcekler (2:03.07) Selen Özbilen (2:06.31) Deniz Ertan (2:06.05)                          | 8:17.62 |                  |
| 13   | 2       | 2    | Portugal      | Francisca Martins (2:03.69) Raquel Pereira (2:06.43) Diana Durães (2:05.57) Rita Frischknecht (2:05.94)                | 8:21.63 |                  |

### Final
Esse foi o resultado da final.
| Pos.              | Raia | Nacionalidade | Nadadoras | Tempo   | Notas |
| ----------------- | ---- | ------------- | --- | ------- | ----- |
| Medalha de ouro   | 6    | Grã-Bretanha  | Lucy Hope (1:58.45) Tamryn Van Selm (1:58.59) Holly Hibbott (1:59.71) Freya Anderson (1:56.40)                         | 7:53.15 |       |
| Medalha de prata  | 7    | Hungria       | Zsuzsanna Jakabos (1:59.34) Fanni Fábián (2:00.19) Laura Veres (1:59.23) Boglárka Kapás (1:57.50)                      | 7:56.26 |       |
| Medalha de bronze | 4    | Itália        | Stefania Pirozzi (1:59.63) Sara Gailli (1:59.94) Simona Quadarella (2:00.61) Federica Pellegrini (1:56.54)             | 7:56.72 |       |
| 4                 | 8    | França        | Charlotte Bonnet (1:57.31) Océane Carnez (1:59.94) Lucile Tessariol (2:00.61) Assia Touati (2:00.06)                   | 7:59.45 |       |
| 5                 | 3    | Dinamarca     | Marina Heller Hansen (2:01.63) Helena Rosendahl Bach (1:58.50) Amalie Søby Mortensen (2:00.20) Maj Howardsen (2:01.00) | 8:01.33 |       |
| 6                 | 1    | Polónia       | Aleksandra Knop (2:01.67) Aleksandra Polańska (1:59.10) Paulina Nogaj (2:02.62) Dominika Kossakowska (2:00.46)         | 8:03.85 |       |
| 7                 | 2    | Bélgica       | Valentine Dumont (1:58.61) Kimberly Buys (2:02.69) Lana Ravelingien (2:03.48) Lotte Goris (2:00.11)                    | 8:04.89 |       |
| 8                 | 5    | Israel        | Daria Golovaty (2:01.71) Andrea Murez (1:59.26) Lea Polonsky (2:02.47) Anastasia Gorbenko (2:04.25)                    | 8:07.69 |       |

Legenda
| Recorde mundial       | Recorde mundial (World record)               |                       | Recorde africano                      | Recorde africano (African) |                                           | Q | Classificado por posição (Qualified) |
| Recorde do campeonato | Recorde do campeonato (Championship record)  | Recorde da América    | Recorde da América (Americas)         | q                          | Classificado por melhor tempo (Qualified) |   |                                      |
| Melhor marca do ano   | Melhor marca do ano (World leading)          | Recorde asiático      | Recorde asiático (Asian)              | DNS                        | Não largou (Did not start)                |   |                                      |
| Recorde nacional      | Recorde nacional (National record)           | Recorde europeu       | Recorde europeu (European)            | DNF                        | Não terminou (Did not finish)             |   |                                      |
| Recorde pessoal       | Recorde pessoal do atleta (Personal best)    | Recorde da Oceania    | Recorde da Oceania (Oceania)          | DSQ / DQ                   | Desclassificado (Disqualified)            |   |                                      |
| Recorde da temporada  | Recorde da temporada do atleta (Season best) | Recorde sul-americano | Recorde sul-americano (South America) | NM                         | Sem marca (No mark)                       |   |                                      |